# Levice
Levice (deutsch Lewenz, älter auch Lebentz sowie Levencz, ungarisch Léva) ist eine Stadt in der Westslowakei und gibt dem gleichnamigen Bezirk den Namen.

## Lage
Die Stadt liegt im offenen hügeligen Gelände des nördlichen Donautieflands und ist ein Wirtschaftszentrum der Region.

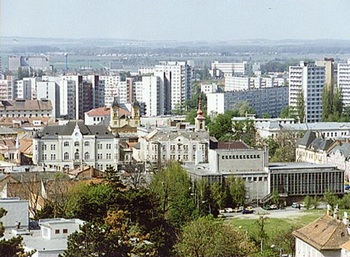
Blick auf die Stadt

## Gliederung
Das Stadtgebiet ist in 9 Katastralgemeinden (Čankov, Géňa, Horša, Kalinčiakovo, Krížny Vrch, Ladislavov Dvor, Levice, Malý Kiar, Nixbrod) eingeteilt, die Stadt selber besteht aus den 4 Stadtteilen Čankov (1986 eingemeindet), Horša (1986 eingemeindet), Kalinčiakovo (erstmals 1242 erwähnt als „Wosyam“; ehemals „Varšany“ genannt; 1976 eingemeindet) und Malý Kiar (1976 eingemeindet).

## Geschichte
Die Ortschaft wurde 1156 als Leua zum ersten Mal schriftlich erwähnt und war von 1321 bis 1580 Sitz der Verwaltung des Komitats Barsch.
Bis 1918 gehörte die Stadt zum Königreich Ungarn und kam dann zur neu entstandenen Tschechoslowakei. Durch den Ersten Wiener Schiedsspruch kam sie von 1938 bis 1945 kurzzeitig wieder zu Ungarn.

## Einwohner
| Jahr                | 1994   | 2004    | 2014    | 2024     |
| ------------------- | ------ | ------- | ------- | -------- |
| Anzahl der Personen | 36.176 | 36.310  | 33.977  | 30.556   |
| Unterschied         |        | +0,37 % | −6,42 % | −10,06 % |

| Jahr                | 2023   | 2024    |
| ------------------- | ------ | ------- |
| Anzahl der Personen | 30.823 | 30.556  |
| Unterschied         |        | −0,86 % |

Laut der Volkszählung 2001 waren 84,83 % der Einwohner Slowaken. Weiter zählte man 12,23 % Ungarn, 1,04 % Tschechen und 0,36 % Roma. Nach Konfession war die meistverbreitete die römisch-katholische Kirche mit 58,76 %, 22,77 % bezeichnete sich als Atheisten, 7,46 % waren evangelisch, 0,32 % griechisch-katholisch und 3,4 % der Einwohner machten keine Angaben.

## Sehenswürdigkeiten
- Burg Lewenz aus der 2. Hälfte des 13. Jahrhunderts
- katholische Josefskirche, aus dem 17. Jahrhundert
- katholische Pfarrkirche, klassizistisch 1773–1780 erbaut
- reformierte und evangelische Kirche (18. und 19. Jahrhundert)
- Synagoge, erbaut 1853

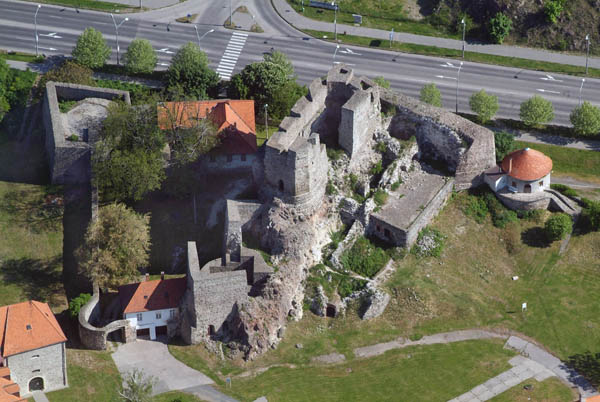
Luftaufnahme
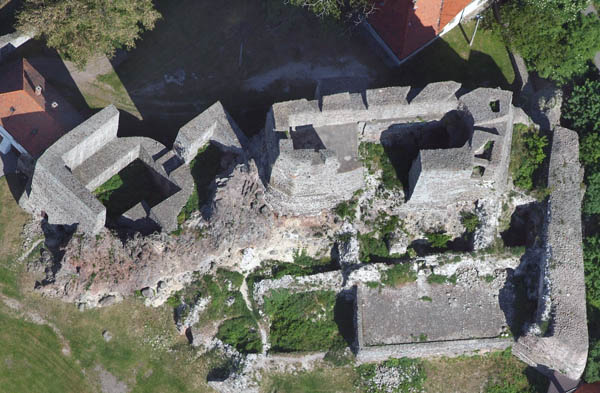
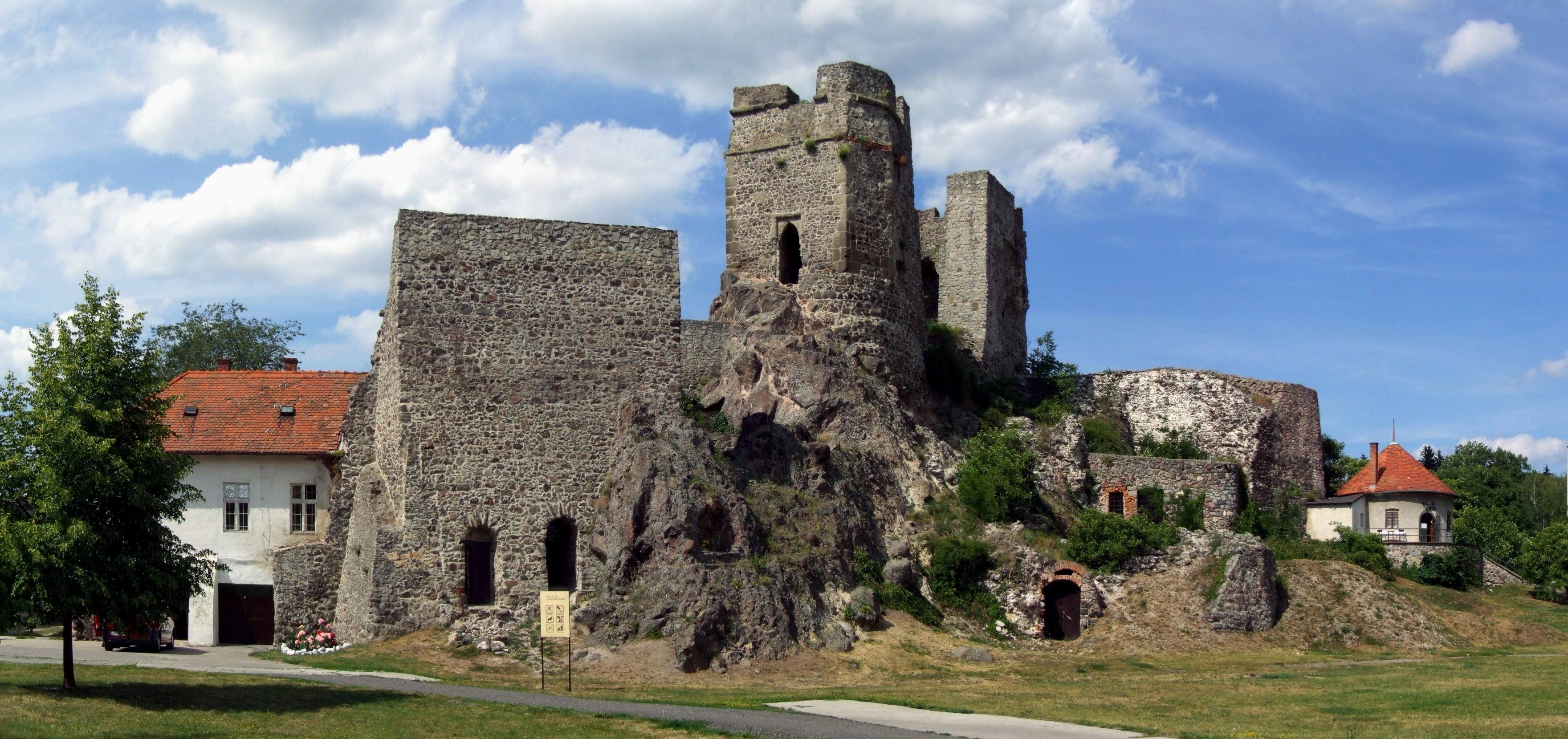
Burg Lewenz

## Partnerstadt
- Ruda Śląska (Polen)[4]

## Persönlichkeiten
- Alexander Markus Beschorner (1823–1896), Bestattungsunternehmer
- Kálmán Kittenberger (1881–1958), ungarischer Afrika-Forscher
- Ferenc Uhereczky (1898–1967), Radrennfahrer
- Pál Kadosa (1903–1983), ungarischer Komponist
- Eugene Fodor (1905–1991), ungarisch-amerikanischer Schriftsteller
- Mikuláš Dušek (1913–1994), slowakischer Prähistoriker
- Pavol Šimai (1930–2020), slowakisch-schwedischer Pianist und Komponist
- Lajos Grendel (1948–2018), bekanntester ungarischer Schriftsteller in der Slowakei
- Martin Štrba (* 1961), slowakischer Kameramann
- Richard Petruška (* 1969), italienisch-slowakischer Basketballspieler
- Eva Borušovičová (1970–2025), Regisseurin, Drehbuchautorin und Schriftstellerin
- Ján Šipeky (* 1973), slowakischer Radrennfahrer
- Ivan Čiernik (* 1977), slowakischer Eishockeyspieler
- Peter Čvirik (* 1979), slowakischer Fußballspieler
- Roland Števko (* 1983), slowakischer Fußballspieler
- Klaudia Dudová (* 1988), Filmschauspielerin
- Christián Herc (* 1998), slowakischer Fußballspieler